# لحظه مینسکی
لحظه مینسکی (به انگلیسی: Minsky moment) سقوط شدید ناگهانی ارزش دارایی‌هاست که معمولاً در انتهای چرخه‌های رشد در بازارهای مالی و چرخه‌های کسب و کار رخ می‌دهد.  

## توضیح
اصطلاح "لحظه مینسکی" ساخته اقتصاد دانان متأخرتر است و به لحظه‌ای گفته می‌شود که کل ساختار پوشالی فرو می‌ریزد. تأمین مالی پانزی بر افزایش قیمت سرمایه‌ها مبتنی است و زمانی که قیمت سرمایه‌ها بالاخره رو به سراشیبی بگذارند وام‌گیرندگان و بانک‌ها متوجه می‌شوند که در سیستم وام‌هایی وجود دارد که هیچگاه امکان بازپرداخت آنها وجود نخواهد داشت. مردم سرآسیمه به فروش دارایی‌ها رو می‌آورند و همین هجوم آنها باعث افت بیشتر قیمت‌ها می‌شود.
درست مثل لحظه‌ای که یک شخصیت کارتونی دوان‌دوان از لبه پرتگاه رد می‌شود. او همچنان مدتی به دویدن ادامه می‌دهد، چرا که فکر می‌کند روی زمین سفت ایستاده است. اما در یک لحظه – یا همان لحظه مینسکی – ناگهان متوجه می‌شود که اوضاع از چه قرار است، و آن لحظه‌ای است که زیر پایش را نگاه می‌کند و می‌بیند که روی هوا ایستاده است. آنجاست که سقوط می‌کند و روی زمین می‌افتد. در جریان بحران و فروپاشی مالی سال ۲۰۰۸ هم همین اتفاق افتاد.